# Hőgyész
Hőgyész är en ort i Ungern.   Den ligger i provinsen Tolna, i den västra delen av landet, 120 km söder om huvudstaden Budapest. Hőgyész ligger 156 meter över havet och antalet invånare är 3 029.